# Paolo Grossi
Paolo Grossi (Florença, 29 de janeiro de 1933 – Florença, 4 de julho de 2022) foi um jurista e jurisconsulto italiano.

## Vida
Era professor catedrático de História do direito medieval e moderno na Universidade de Florença. Foi agraciado em 25 de fevereiro de 2009 com a insígnia de "Cavaliere di Gran Croce Ordine al Merito della Repubblica Italiana". Recebeu o título doutor honoris causa em Direito de várias universidades, tais como a Universidade de Frankfurt am Main (1989), Universidade de Estocolmo (1990), Universidade Autónoma de Barcelona (1991), Universidade Autónoma de Madrid (1994), Universidade de Sevilha (1998), Universidade de Bolonha (2005), Universidade de Nápoles (2007), Universidade Federal do Rio Grande do Sul (2009), e mais recentemente pela Universidade Federal do Paraná (2011). É É membro da Accademia Nazionale dei Lincei. 
Em 1972 fundou a revista Quaderni fiorentini per la storia del pensiero giuridico moderno e o Centro Studi sulla storia del pensiero giuridico, do qual a revista é expressão. 
A sua produção é marcada pela influência de nomes como Santi Romano, Giuseppe Capograssi, Francesco Calasso e Marc Bloch.
Em 17 de fevereiro de 2009 foi nomeado ministro da Corte Constitucional da República Italiana através de decreto assinado pelo presidente da República Italiana, Giorgio Napolitano. Foi presidente da Suprema Corte de 24 de fevereiro de 2016 até 23 de fevereiro de 2018, quando se aposentou.

## Influência
Entre os historiadores do direito europeus, influencia Mario Sbriccoli, Pietro Costa, Paolo Cappellini, Bernardo Sordi, Giovanni Cazzetta, Irene Stolzi, António Manuel Hespanha, Carlos Petit. Entre os historiadores do direito brasileiros, influencia a obra de Antonio Carlos Wolkmer, Arno Dal Ri Jr., José Reinaldo de Lima Lopes, Ricardo Marcelo Fonseca, Ricardo Sontag, Diego Nunes e Airton Ribeiro da Silva Jr.